# الدوري الإماراتي 1996–97
الدوري الإماراتي 1996–97 هو الموسم 22 من الدوري الإماراتي لكرة القدم. أقيم خلال الفترة 22 أغسطس 1996 وحتى 16 مايو 1997، وأشرف على تنظيمه اتحاد الإمارات العربية المتحدة لكرة القدم، وكان عدد الأندية المشاركة فيه 10، وفاز فيه نادي الوصل.